# 1028 w polityce

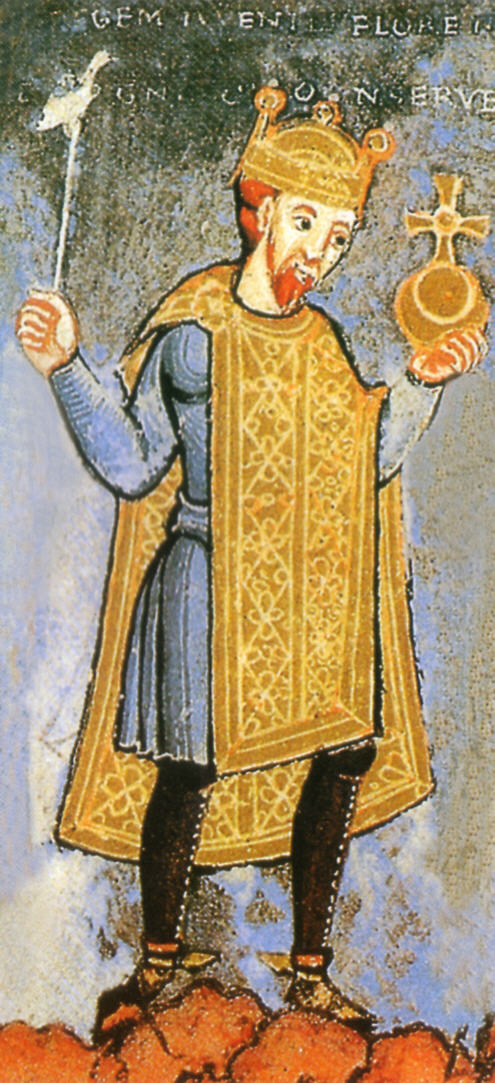
Henryk III Salicki

Wydarzenia polityczne w 1028 roku.

## Wydarzenia
- Henryk III Salicki[1] został koronowany na króla Niemiec.
- Mieszko II Lambert najeżdża i łupi Saksonię[2][3][4].

## Urodzili się
- Wilhelm Zdobywca, książę Normandii i król Anglii (data przypuszczalna)[5][6].